# Jürgen Gosch
Pour les articles homonymes, voir Gosch.
Jürgen Gosch, né le 9 septembre 1943 à Cottbus (Allemagne) et mort le 11 juin 2009 à Berlin (Allemagne), est un metteur en scène allemand, et occasionnellement acteur.
Il compte parmi les représentants les plus importants du théâtre allemand contemporain.

## Biographie
Jürgen Gosch commence ses études d'acteur en RDA à l'âge de dix-huit ans à l'Académie des arts dramatiques Ernst Busch de Berlin. Après un engagement d'acteur au Landestheater Parchim, où il joue notamment le docteur dans Woyzeck, une production de Fritz Marquardt (de), il fait ses débuts en tant que metteur en scène à Potsdam. Fritz Marquardt l'amène à la Volksbühne de Berlin. Lorsque sa production de Léonce et Léna de Georg Büchner est annulée pour des raisons politiques en 1978, Gosch déménage en Allemagne de l'Ouest.
Après des séjours à Hanovre et à Brême, il décroche ses premiers grands succès en Occident à Cologne avec ses productions Les Bas-fonds de Maxim Gorki, Le Misanthrope de Molière et son adaptation d'Œdipe de Sophocle en 1984 avec Ulrich Wildgruber (de) dans le rôle titre. Jürgen Flimm l'amène ensuite à Hambourg au théâtre Thalia où il restera jusqu'en 1988. En 1989, il échoue en tant que successeur de Peter Stein et Luc Bondy à la Schaubühne am Lehniner Platz et quitte le théâtre après seulement une saison en tant que metteur en scène pour travailler comme metteur en scène indépendant à Francfort et au Schauspielhaus Bochum.
En 1993, le directeur artistique Thomas Langhoff l'engage au Deutsches Theater de Berlin, et il y reste jusqu'en 1999. Depuis, il travaille à nouveau en tant que metteur en scène indépendant.
La production des Estivants (en) de Maxime Gorki au Théâtre de Düsseldorf est un grand succès et le magazine de théâtre Theater heute choisi cette production pour être la production de l'année 2004. En novembre 2004, sa production de Qui a peur de Virginia Woolf ? par Edward Albee, avec Corinna Harfouch et Ulrich Matthes dans les rôles principaux connaît sa première au Deutsches Theater de Berlin.
Les productions de Jürgen Gosch sont régulièrement invitées au Theatertreffen de Berlin depuis 1982.
En 2005, sa production de Macbeth au Düsseldorfer Schauspielhaus provoque un scandale à Düsseldorf en raison de ses scènes sanglantes et prétendues brutales. Le public de la première quitte le théâtre en grand nombre, le non-conformisme de Gosch —  tous les rôles étaient tenus par des hommes nus d'âges différents — étant en contradiction avec les attentes du public d'une fidélité à l'œuvre. Malgré son équipement catégoriquement artificiel et le caractère du jeu, cette production déclenche une discussion sur les représentations raisonnables de la violence sur scène, similaire à ce que Botho Strauss et Luc Bondy ont vécu avec leur adaptation Titus-Andronicus à Paris la même saison.
Le 24 novembre 2006, Gosch reçoit le prix Faust-Theaterpreis (en) dans la catégorie « Meilleur metteur en scène dramatique » pour sa production de Macbeth. En 2006, il reçoit le prix de la critique allemande (Deutscher Kritikerpreis) après l'avoir déjà reçu en 1984. En 2008, la production d'Oncle Vania au Deutsches Theatre Berlin est choisie par le jury du magazine de théâtre Theater heute comme production de l'année.
Sa production de La Mouette d'Anton Tchekhov au Deutsches Theater Berlin — en coproduction avec la Volksbühne sur la Rosa-Luxemburg-Platz — remporte un grand triomphe fin 2008. Quelques autres productions prévues, par exemple Faust au Burgtheater de Vienne et Carmen au Deutsche Oper de Berlin, ont dû être annulées en raison d'un cancer grave. En avril 2009, cependant, il a pu montrer Idoménée de Roland Schimmelpfennig au Deutsches Theater de Berlin.
Jürgen Gosch meurt le 11 juin 2009 et est inhumé le 22 juin au cimetière de Dorotheenstadt à Berlin.
Dans ses dernières années, il a vécu avec l'actrice et réalisatrice Angela Schanelec qui est la mère des deux plus jeunes de ses cinq enfants.

## Production (sélection)
- 1968 : Der Regenwettermann (Soldier Gleß) d'Alfred Matusche, mise en scène de Günter Rüger (Hans Otto Theater Potsdam)
- 1968 : Die Matrosen von Cattaro (Ensign Sesan) de Friedrich Wolf, mise en scène de Peter Kupke (Hans Otto Theatre Potsdam)
- 1969 : Campfire (outilleur) de Klaus Wolf, mise en scène de Peter Kupke (Hans Otto Theatre Potsdam)
- 1970 : Egmont de Johann Wolfgang von Goethe, dans l'adaptation de Friedrich Schiller (Bürger), mise en scène de Peter Kupke (Hans Otto Theatre Potsdam)
- 1976 : Die Bauern (Administrateur de district) de Heiner Müller, mise en scène de Fritz Marquardt (de) (Volksbühne Berlin)
- 1977 : L'Affaire (Tarelkin) d'Aleksandre W. Soukhovo-Kobyline , mise en scène de Berndt Renne (Volksbühne Berlin)
- 1978 : Léonce et Léna de Georg Büchner, (Volksbühne Berlin)
- 1980 : Le Prince de Hombourg (Prince Friedrich von Homburg) de Heinrich von Kleist, Théâtre de Hanovre
- 1980 : Hamlet de William Shakespeare, Théâtre de Brême
- 1981 : Les Bas-fonds de Maxim Gorki, Schauspiel Köln
- 1982 : Le Misanthrope de Molière, Schauspiel Köln, traduit par Wolfgang Wiens u. Jürgen Gosch
- 1983 : Le Songe d'une nuit d'été de William Shakespeare, Schauspiel Köln
- 1984 : Œdipe de Sophocle / Friedrich Hölderlin, Schauspiel Köln
- 1984 : En attendant Godot de Samuel Beckett, Schauspiel Köln
- 1988 : Macbeth de William Shakespeare, Schaubühne am Lehniner Platz Berlin, traduit par Wolfgang Wiens u. Jürgen Gosch
- 1989 : Le Trio en mi bémol d'Éric Rohmer, Schaubühne am Lehniner Platz Berlin
- 1989 : Horace de Pierre Corneille, Schaubühne am Lehniner Platz Berlin
- 1991 : La Mouette de Tchekhov, Schauspielhaus Bochum
- 1991 : Fin de partie de Samuel Beckett, Schauspielhaus Bochum
- 1992 : Oncle Vania de Tchekhov, Schauspiel Francfort
- 1993 : L'Heure où nous ne savions rien l'un de l'autre (Die Stunde, da wir nichts voneinander wussten) de Peter Handke, Schauspielhaus Bochum
- 1993 : La Dernière Bande de Samuel Beckett, Schauspiel Frankfurt
- 1994 : La Maman et la Putain Jean Eustache, Schauspielhaus Bochum
- 1994 : La Ronde (Reigen) d'Arthur Schnitzler, Deutsches Theater Berlin
- 1995 : Le Prince de Hombourg (Prince Friedrich von Homburg)  de Heinrich von Kleist, Deutsches Theater Berlin
- 1997 : Le Songe d'une nuit d'été de William Shakespeare, Deutsches Theater Berlin
- 1998 : La Pucelle d'Orléans (Die Jungfrau von Orléans)  de Friedrich Schiller, Deutsches Theater Berlin, Kammerspiele
- 2000 : la Petite Catherine de Heilbronn (Das Käthchen von Heilbronn) de Heinrich von Kleist, Düsseldorfer Schauspielhaus
- 2001 : Hamlet de William Shakespeare, Schauspielhaus Düsseldorf
- 2001 : Push up 1-3 de Roland Schimmelpfennig, Deutsches Schauspielhaus Hamburg
- 2003 : Comme il vous plaira de William Shakespeare, Deutsches Schauspielhaus Hamburg
- 2004 : Les Estivants (en) de Maxim Gorki, Schauspielhaus Düsseldorf
- 2004 : La Cruche cassée de Heinrich von Kleist, Deutsches Schauspielhaus Hamburg
- 2004 : Peer Gynt par Henrik Ibsen, Schauspielhaus Bochum
- 2004 : Qui a peur de Virginia Woolf ? par Edward Albee, Deutsches Theatre Berlin
- 2005 : Macbeth de William Shakespeare, Düsseldorfer Schauspielhaus, traduit par Angela Schanelec
- 2006 : Les Trois Sœurs de Tchekhov, Théâtre de Hanovre
- 2006 : Auf der Greifswalder Straße de Roland Schimmelpfennig, Deutsches Theatre Berlin
- 2006 : Dans la luge d'Arthur Schopenhauer de Yasmina Reza, Deutsches Theatre Berlin
- 2006 : Ambrosia de Roland Schimmelpfennig, Deutsches Theatre Berlin
- 2006 : Le Dieu du carnage de Yasmina Reza, Schauspielhaus Zurich
- 2007 : Le Songe d'une nuit d'été de William Shakespeare, Deutsches Theater Berlin
- 2007 : Comme il vous plaira William Shakespeare, Théâtre de Hanovre
- 2007 : Das Reich der Tiere de Roland Schimmelpfennig, Deutsches Theatre Berlin
- 2007 : La Nuit des rois de William Shakespeare, Schauspielhaus Düsseldorf
- 2008 : Oncle Vania de Tchekhov, Deutsches Theater Berlin
- 2008 : Calypso de Roland Schimmelpfennig, Deutsches Schauspielhaus Hambourg
- 2008 : Hier und Jetzt de Roland Schimmelpfennig, Schauspielhaus Zürich, Schiffbauhalle
- 2008 : La Mouette de Tchekhov, Deutsches Theater Berlin en coproduction avec la Volksbühne am Rosa-Luxemburg-Platz Berlin
- 2009 : Idomeneus de Roland Schimmelpfennig, Deutsches Theater Berlin

## Filmographie
- 1970 : Chemins vers Lénine (Unterwegs zu Lenin)
- 1972 : Schwarzer Zwieback
- 1972 : Sechse kommen durch die Welt
- 1975 : Till Eulenspiegel
- 1975 : Mit dem Feuer spielen (mise en scène)
- 1977 : Tambari
- 1979 : Zünd an, es kommt die Feuerwehr
- 1980 : Muhme Mehle (téléfilm)
- 1980 : Hedda Gabler (enregistrement en studio pour la télévision)
- 1980 : Guten Morgen, du Schöne: Julia (téléfilm)
- 1981 : Experimente (mise en scène, scénario)
- 1982 : Stella (téléfilm)
- 1992 : Miraculi
- 2004 : Marseille
- 2009 : Wir waren so frei

## Radio
- 1976 : Hans Skirecki : Derrière Wittenberge (Dr Klippe) - Réalisateur : Barbara Plensat (pièce radiophonique - Diffusion de la RDA)

## Récompenses
- 2009 : Prix du Théâtre (Berlin) : Jürgen Gosch a reçu le prix conjointement avec le décorateur Johannes Schütz (Gosch et Schütz travaillent ensemble depuis 1991). La raison en est que Gosch a « façonné et enrichi le théâtre contemporain d'une manière unique à travers (...) l'indépendance intellectuelle ». La cérémonie de remise des prix a eu lieu le 3 mai 2009 au Deutsches Theater.
- 2009 : Magazine Theatre heute : « Production de l'année » pour La Mouette d'Anton Tchekhov

## Littérature
- Tobias Hockenbrink, Theater ohne Ende. Die Theaterarbeit des Regisseurs Jürgen Gosch, Berlin : Wissenschaftlicher Verlag, 2014,  (ISBN 3-86573-790-0)